# Sligo Airport
Sligo Airport är en flygplats i republiken Irland. Den ligger i den norra delen av landet, 190 km nordväst om huvudstaden Dublin. Sligo Airport ligger 2 meter över havet.